# Schlater, Mississippi
Schlater, Mississippi (енгл. Schlater) град је у америчкој савезној држави Мисисипи.

## Демографија
По попису из 2010. године број становника је 310, што је 78 (-20,1%) становника мање него 2000. године.
| Група             | 2000.       | 2010.       |
| Белци             | 151 (38,9%) | 90 (29,0%)  |
| Афроамериканци    | 235 (60,6%) | 214 (69,0%) |
| Азијати           | 2 (0,5%)    | 0 (0,0%)    |
| Хиспаноамериканци | 0 (0,0%)    | 4 (1,3%)    |
| Укупно            | 388         | 310         |